# キャンベル島
キャンベル島（キャンベルとう、Campbell Island）とは、ニュージーランド領の島。ニュージーランドの中でも最南部に位置している。南にニュージーランド最南端であるジャックマール島がある。

## 概要

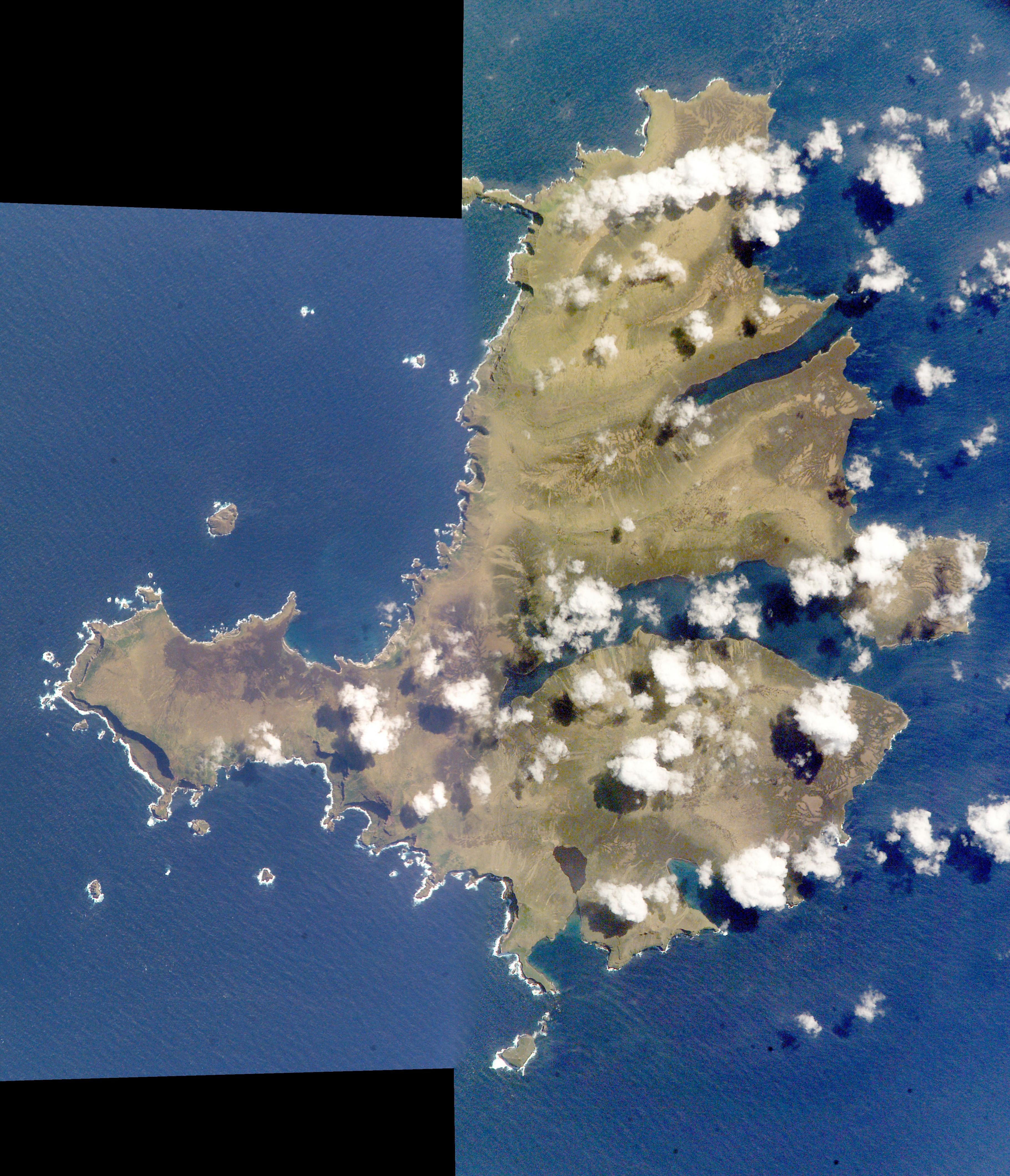
衛星写真

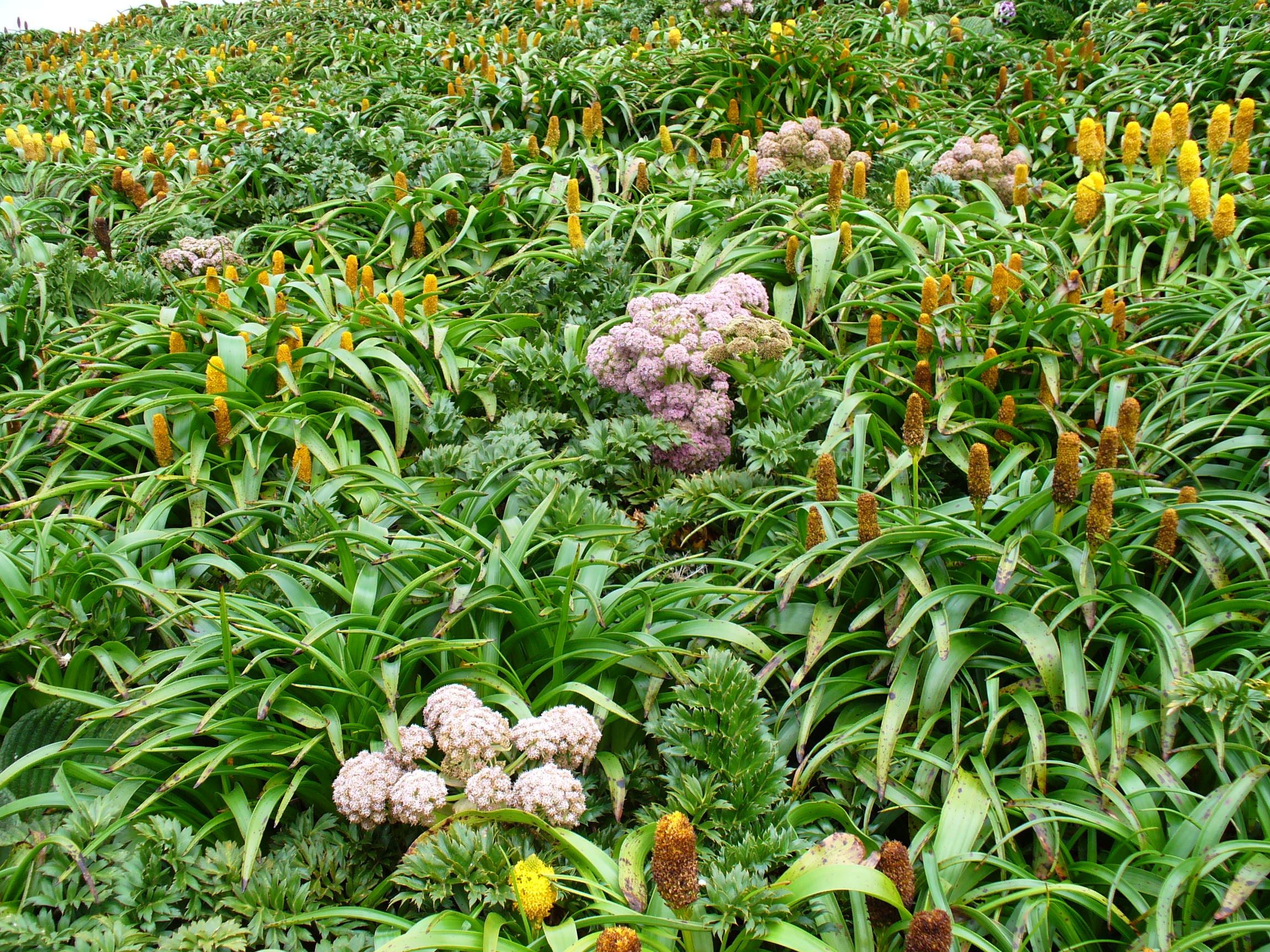
キャンベル島のメガハーブ

スチュアート島の南約600kmにあり、面積は約112km2。
1810年、アザラシ猟師のフレデリック・ハッセルボロウによって発見され、以後アザラシ狩猟や捕鯨の拠点となった。そのため、島のアザラシはほぼ絶滅してしまった。
第二次大戦中には、島中央部の天然港(Perseverance Harbour)にコースト・ウォッチャーズが配置され、戦後は気象観測基地が置かれた（1995年無人化）。 
1954年、自然保護区に指定されたが、すでに移入されたウシやヒツジが野生化して植生を破壊し、さらにドブネズミが繁殖して海鳥のヒナなどを襲う状況が続いていた。
1970～1980年代、これら野生化した家畜の絶滅作戦が進められ、1992年に最終的な絶滅が確認された。ネズミについても世界最大規模の根絶作戦が施行され、2001年に撲滅が完了した。
現在はアホウドリなどの海鳥やニュージーランドアシカ、ミナミセミクジラなどの重要な生息地の一つとなり、ニュージーランドの亜南極諸島の一部として世界遺産に登録されている。